# 산서리 최학진 정효각
산서리 최학진 정효각은 대한민국 경상북도 포항시 남구 장기면 산서리 983-1에 있다. 2018년 10월 16일 포항시의 향토문화유산 제2018-01호로 지정되었다.

## 개요
산서리 최학진 정효각은 조선시대 효자인 초은 최학진(1772~1812)을 기리는 정려비를 수호하기 위해 지은 서향 건물로 정면 1칸 측면 1칸의 맞배지붕 홑처마이다. 사방에는 살창을 하였다.